# Life Rolls On
Life Rolls On è il quinto album in studio del duo di musica country statunitense Florida Georgia Line, pubblicato nel 2021.

## Tracce
1. Long Live – 2:33
2. Life Looks Good – 2:47
3. Countryside – 3:20
4. Always Gonna Love You – 2:57
5. I Love My Country – 3:05
6. Hard to Get to Heaven – 3:11
7. Long Time Comin' – 3:14
8. Interlude – 0:26
9. Ain't Worried Bout It (album version) – 2:31
10. Beer:30 – 2:19
11. New Truck – 2:22
12. Eyes Closed – 2:29
13. Second Guessing – 3:07
14. Good to Me – 2:49
15. U.S. Stronger – 3:03
16. Life Rolls On – 3:21

Traccia Bonus Edizione Deluxe
1. Lil Bit (FGL Remix) (with Nelly) – 3:17

## Formazione
Florida Georgia Line
- Brian Kelley – voce, cori (5)
- Tyler Hubbard – voce

Altri musicisti
- David Garcia – chitarra acustica, programmazioni (1)
- Ilya Toshinskiy – chitarra acustica (1, 4–7, 9, 10, 12), mandolino (1, 7), banjo (4, 5, 10)
- Todd Lombardo – banjo (1, 11, 14, 16), chitarra acustica (2, 11, 14–16), mandolino (2, 14, 15), chitarra elettrica (15)
- Jimmie Lee Sloas – basso (1, 4–7, 9, 10, 12)
- Jerry Roe – batteria (1, 2, 4–7, 9, 10, 12, 14, 15), percussioni (3, 5, 7, 10, 12)
- Derek Wells – chitarra elettrica (1, 4–10, 12, 13), Dobro (13)
- Dave Cohen – organo Hammond B-3 (1, 3–5), sintetizzatore (1, 3, 4, 6, 9, 12), tastiera (4)
- Corey Crowder – programmazioni (1–7, 9–16), sintetizzatore (1), cori (6)
- Jaren Johnston – cori, basso, chitarra elettrica (2)
- Katlin Owen – chitarra elettrica (2, 14, 16)
- Alex Wright – organo Hammond B-3 (2, 7, 9, 13, 14), piano (2, 7, 9, 11, 13), sintetizzatore (2, 6–9, 11, 13, 14), tastiera (9, 16), programmazioni (6, 7)
- Jake Rose – chitarra acustica, banjo, programmazioni (3)
- Ross Copperman – programmazioni (4, 12)
- Josh Thompson – cori (6)
- Jordan Schmidt – programmazioni (7)
- Jeff Gitelman – programmazioni (11)
- Andrew DeRoberts – chitarra, programmazioni (13)
- Tony Lucido – basso (15)
- Tyler Chiarelli – chitarra elettrica (15)
- Alysa Vanderheym – piano, programmazioni, sintetizzatore (16)